# Hipertimia
La hipertimia (del griego hyper, 'por encima', 'más allá', y de thymos, 'mente') es un  trastorno del ánimo caracterizado por un exceso de la actividad, acompañada habitualmente de cierta euforia, afectividad excesiva, verborrea, hipervigilancia y exaltación.
La persona se siente alegre, optimista, satisfecha de sí misma y del entorno. Dicho sentimiento no va unido, habitualmente, a situaciones reales que lo justifiquen, pero aun en casos justificados existe una desproporción evidente entre la situación y la intensidad del sentimiento.
Tras una depresión, la persona puede padecer hipertimia durante un tiempo. Este estado se suele presentar con mucha más frecuencia tras una depresión clínica o severa.[cita requerida]